# Castelmoron-sur-Lot
Castelmoron-sur-Lot é uma comuna francesa na região administrativa da Nova Aquitânia, no departamento Lot-et-Garonne. Estende-se por uma área de 23,41 km². Em 2010 a comuna tinha 1 779 habitantes (densidade: 76 hab./km²).